# Maria Dolorosa van Brabant
Maria Dolorosa (Sint-Lambrechts-Woluwe, ca. 1270 - aldaar, 18 juni 1290) is een Brabantse zalige die in de volksdevotie bekendstaat als Lenneke Mare, wat een verbastering zou zijn van Alleyndiger Maria. De vertaling van "ellendige" bezorgde latinisten kopzorgen: meestal sprak men van Maria Miserabilis (Frans: Marie-la-Misérable), maar soms ook van Maria Dolorosa (Frans: Marie-la-Douloureuse).
Haar feestdag is op 18 juni.

## Vita
Volgens de overlevering leefde Lenneke Mare op jonge leeftijd als een kluizenares in het bos. Ze bad en mediteerde en leefde van aalmoezen. Een jonge heer ontmoette haar in het bos van Linthout en maakte avances, maar ze wees hem af. Uit wraak verborg de man een waardevolle beker in de bedelzak in haar cel en beschuldigde haar van diefstal en tovenarij (door haar kon hij niet meer eten of slapen). De rechtbank veroordeelde haar ter dood. Op weg naar de plaats van terechtstelling, bad ze bij haar cel tot Onze-Lieve-Vrouw voor haar ziel en die van haar moordenaars. Ze werd geboeid en levend begraven. Daarna dreef men met een hamer een vierkante staak door haar lichaam. In de hemel verschenen dertien schone engelen die met een kaars in de hand haar begrafenis leken bij te wonen.
De man die haar vals had beschuldigd, was onbewogen bij de terechtstelling aanwezig. Nadien werd hij door wroeging en demonen gekweld. Slechts jaren later vond hij genezing aan het graf van zijn slachtoffer. Daar waren al andere wonderen gebeurd, zodat men het lichaam had herbegraven onder het altaar van de kerk in Woluwe. Het grootste ervan was allicht dat door haar intercessie Mechelaars en Brusselaars zich hadden verzoend.

## Verering
In de 14e eeuw is op de plek waar zij woonde en gestorven was, de Kapel van Lenneke Mare gebouwd. Waarschijnlijk verving de huidige stenen kapel een eerder heiligdom. Onder paus Urbanus V kenden twaalf Avignonse prelaten op 28 januari 1363 aan bezoekers van de kapel aflaten toe. Naar hier werd elk jaar een bedevaart gehouden op de tweede zaterdag na Pasen.
Lenneke Mare wordt vaak voorgesteld met hoofdbedekking en een attribuut in de hand: een beker of een scherpe staak. Aan haar voeten liggen soms drie kronen (symbolen van haar armoede, kuisheid en martelaarschap). Ook is ze wel afgebeeld met een lelie en een kronkelende slang, die dan haar leugenachtige belager vertegenwoordigt.
Ze werd aangeroepen tegen onterechte veroordelingen.

## Lenneke Mare in de letteren
- In de Koninklijke Bibliotheek van België bevindt zich een manuscript met de Geschiedenis van de heylige maeget ende martelaresse Maria, genaemt de Ellendighe, patronesse van S. Lambrechts Woluwe. Het is een rapsodisch gedicht in 1404 verzen, een kopie van een tekst die rond 1700 zou zijn geschreven door de Tervuurse Kapucijnenpater Serafijn van den Branden.
- In de roman De goochelaar (1879) van Renier Snieders vindt er op het graf van Lenneke Mare een wonder plaats: de blinde Godelieve krijgt het licht in haar ogen weer terug, omdat een grote groep bedevaartgangers bidt tot Lenneke Mare.
- Dramaturg Michel de Ghelderode publiceerde in 1952 zijn laatste toneelstuk, een mysteriespel getiteld Marie la Misérable. Het was opgevoerd in open lucht, ook in een Nederlandse versie.
- Met Sainte Marie de Woluwé la Misérable leverde Franz Hellens een magisch-historische roman over de heilige (1957).